# 莲花山 (北京市)
莲花山位于北京市延庆区大庄科乡汉家川村东，距延慶區中心50公里，为延庆新十景之一。
莲花山森林公园景区为市级森林保护区，面积975平方公里，分为野生谷和莲花峰两部分。莲花山阳坡有油松、桦树、杨树等树木。坡道上遍布板栗、黑枣、红果、杏、苹果、梨等果木。土特产品有栗子、枣、苹果、梨、杏等。公园内还保存近100公顷天然原始次生林。
莲花山主峰海拔1005米，余脉为600米至700米。莲花山多为花岗岩山体，山石呈粉红色，岩脉为垂直节理，又因常年风雨侵蚀形成一道道纵沟，远看似一含苞欲放的莲花。
莲花山南坡山势陡峭，巨石参差，山顶有天井，井水清澈。井旁峭壁刻有“八仙流井，先人走”字样。
莲花山顶原有一座玉皇庙，早已毁，现存遗迹。
莲花山西沟尚存汉钟离庙，为清代一老道所修，庙院规模不大，为坐北朝南三合院式。此庙有山门和回墙。进山门后有一小院，长约4米，宽10米，北边无梁殿三间，中间一间为石券，东西配殿各两间。正殿匾书“会仙堂”。道观后有一泉眼（已干涸），观前为油松林，最高的10多米，胸径33厘米，此外还有柳、梨、侧柏等。